# Сентрал-Фоллс (Род-Айленд)
Сентрал-Фоллс (англ. Central Falls) — місто (англ. city) в США, в окрузі Провіденс штату Род-Айленд. Населення — 22 583 особи (2020).

## Географія
Сентрал-Фоллс розташований за координатами 41°53′24″ пн. ш. 71°23′37″ зх. д. / 41.89000° пн. ш. 71.39361° зх. д. (41.890064, -71.393481). За даними Бюро перепису населення США в 2010 році місто мало площу 3,30 км², з яких 3,10 км² — суходіл та 0,20 км² — водойми.

## Демографія

### Перепис 2010
Згідно з переписом 2010 року, у місті мешкало 19 376 осіб у 6526 домогосподарствах у складі 4358 родин. Густота населення становила 5868 осіб/км². Було 7478 помешкань (2265/км²).
Расовий склад населення:
| - 52,9 % — білих - 10,1 % — чорних або афроамериканців - 0,9 % — корінних американців - 0,6 % — азіатів - 0,1 % — вихідців з тихоокеанських островів - 28,7 % — осіб інших рас |

До двох чи більше рас належало 6,6 %. Частка іспаномовних становила 60,3 % від усіх жителів.
За віковим діапазоном населення розподілялося таким чином: 29,1 % — особи молодші 18 років, 62,2 % — особи у віці 18—64 років, 8,7 % — особи у віці 65 років та старші. Медіана віку мешканця становила 30,1 року. На 100 осіб жіночої статі у місті припадало 102,8 чоловіків; на 100 жінок у віці від 18 років та старших — 100,8 чоловіків також старших 18 років.
Середній дохід на одне домашнє господарство становив 39 147 доларів США (медіана — 29 108), а середній дохід на одну сім'ю — 41 216 доларів (медіана — 31 398). Медіана доходів становила 29 957 доларів для чоловіків та 21 974 долари для жінок. За межею бідності перебувало 33,2 % осіб, у тому числі 41,9 % дітей у віці до 18 років та 25,0 % осіб у віці 65 років та старших.
Цивільне працевлаштоване населення становило 8093 особи. Основні галузі зайнятості: виробництво — 21,8 %, науковці, спеціалісти, менеджери — 20,4 %, освіта, охорона здоров'я та соціальна допомога — 13,3 %, роздрібна торгівля — 12,6 %.

### Перепис 2000
За даними перепису 2000 року
на території муніципалітету мешкало 6 039,8 людей, було 6 696 садиб.
Густота населення становила 6.039,8 осіб/км². З 6 696 садиб у 38,9 % проживали діти до 18 років, подружніх пар, що мешкали разом, було 36,4 %,
садиб, у яких господиня не мала чоловіка — 21,6 %, садиб без сім'ї — 34,9 %.
Власники 12,7 % садиб мали вік, що перевищував 65 років, а в 29,3 % садиб принаймні одна людина була старшою за 65 років. Кількість людей у середньому на садибу становила 2,74, а в середньому на родину 3,38.
Дохід на душу населення був 10 825 доларів. Приблизно 25,9 % родин та 29 % населення жили за межею бідності.
Медіанний вік населення становив 30 років. На кожних 100 жінок віком понад 18 років припадало 93,7 чоловіків.